# Негрень (Клуж)
Негрень, Негрені (рум. Negreni) — село у повіті Клуж в Румунії. Адміністративний центр комуни Негрень.
Село розташоване на відстані 381 км на північний захід від Бухареста, 66 км на захід від Клуж-Напоки.

## Населення
За даними перепису населення 2002 року у селі проживали 1722 особи, з них 1719 осіб (99,8%) румунів. Рідною мовою 1720 осіб (99,9%) назвали румунську.